# 杜克巴塞拉尔
杜克巴塞拉尔是巴西马拉尼昂州的一个市镇。总面积317.924平方公里，总人口10543人，人口密度33.2人/平方公里。